# E87 (Verenigde Arabische Emiraten)
De E87 is een nationale weg in de Verenigde Arabische Emiraten. De weg loopt van Diba Al Fujairah naar Idhn, waar de weg aansluit op de E18 richting Ras al-Khaimah en is 30 kilometer lang.
E10 · 
E11 · 
E18 · 
E22 · 
E33 · 
E44 · 
E55 · 
E66 · 
E77 · 
E87 · 
E88 · 
E89 · 
E95 · 
E99 · 
E311 · 
E611